# Helia González
Helia González Fernández (ur. 29 sierpnia 1985 w A Coruña) – hiszpańska siatkarka, reprezentantka kraju, grająca na pozycji przyjmującej. 

## Sukcesy klubowe
Mistrzostwo Hiszpanii:
- 2011, 2012, 2013, 2014, 2015, 2016, 2017, 2018, 2019[2], 2021
- 2022[3]

Superpuchar Hiszpanii:
- 2012, 2014, 2015, 2017, 2018, 2019

Puchar Hiszpanii:
- 2013, 2015, 2016, 2018, 2019, 2020

## Sukcesy reprezentacyjne
Liga Europejska:
- 2017

## Nagrody indywidualne
- 2011: Najlepsza przyjmująca ligi hiszpańskiej w sezonie 2010/2011
- 2012: MVP Superpucharu Hiszpanii
- 2013: MVP Pucharu Hiszpanii
- 2013: Najlepsza zagrywająca i punktująca ligi hiszpańskiej w sezonie 2012/2013
- 2014: Najlepsza przyjmująca ligi hiszpańskiej w sezonie 2013/2014
- 2015: MVP i najlepsza punktująca ligi hiszpańskiej w sezonie 2014/2015
- 2016: MVP i najlepsza zagrywająca ligi hiszpańskiej w sezonie 2015/2016
- 2017: Najlepsza zagrywająca ligi hiszpańskiej w sezonie 2016/2017
- 2017: MVP Superpucharu Hiszpanii
- 2018: MVP Superpucharu Hiszpanii